# Pablo Sánchez Ibáñez
Pablo Augusto Sánchez Ibáñez (Mairena del Alcor, Sevilla, 25 de enero de 1930 - 15 de mayo de 1987) fue un árbitro de fútbol español de la Primera División de España y Árbitro FIFA. Perteneció al Comité Territorial Extremeño de Árbitros de Fútbol.

## Trayectoria
Pablo Sánchez ascendió a Segunda División en la temporada 1961-62, debutando en el Estadio de la Viña, el 3 de septiembre de 1961, en el partido que enfrentró al Hércules CF y el Valencia CF Mestalla, con resultado de 3-5.
Tras cuatro años en la división de plata del fútbol español, el 20 de junio de 1965 arbitra el playoff de ascenso a Primera División de España, fue el encuentro celebrado en el Estadio Ramón de Carranza entre el Cádiz CF y el SD Eibar, finalizando 2-0.
Debutó en Primera División de España el 19 de septiembre de 1965 en el Estadio La Rosaleda, dirigiendo al Málaga CF contra  el Córdoba CF (1-3), convirtiéndose así en el primer árbitro del Comité Extremeño en arbitrar en la máxima categoría del fútbol nacional. 
El 15 de diciembre de 1968 dirige el Clásico Athletic–Barcelona (1-1), jugado en el Estadio de San Mamés (1913).
El 4 de mayo de 1969 arbitra su primer derbi madrileño, Atlético de Madrid contra el Real Madrid CF (2-1), celebrado en el Estadio Vicente Calderón, correspondiente a la ida de los octavos de final de la Copa del Generalísimo.
El 7 de febrero de 1971 arbitra el derbi catalán, RCD Espanyol VS Fútbol Club Barcelona (0-1), disputado en el Estadio de Sarriá.
El 7 de marzo de 1971 arbitra el derbi de Andalucía Oriental, Málaga CF VS Granada CF (1-0), jugado en el Estadio La Rosaleda.
El 4 de mayo de 1975 dirige El Viejo Clásico, Real Madrid CF VS Athletic Club (2-0), disputado en el Estadio Santiago Bernabéu.
El 30 de noviembre de 1975 dirige el derbi vasco, Athletic Club VS Real Sociedad de Fútbol (2-0), disputado en el Estadio de San Mamés (1913).
A los 47 años finalizaría su trayectoria deportiva dirigiendo su último partido de Primera División, el 7 de mayo de 1977 en el Estadio La Rosaleda, Málaga CF contra UD Las Palmas (0-2).

## Internacional
En la temporada 1970/1971 debuta como árbitro internacional en el Estadio Easter Road, el 16 de septiembre de 1970, en el partido celebrado entre el Hibernian FC y el Malmö FF (6-0), correspondiente a la 1ª Ronda de la Copa de Ferias.
Su primer partido en la Copa de la UEFA sería el 27 de septiembre de 1972 en el Stade Olympique de la Pontaise, FC Lausanne-Sport VS Estrella Roja de Belgrado (3-2).
Debutaría el 8 de noviembre de 1972 en la Liga de Campeones de la UEFA, en el partido de vuelta de octavos de final entre el RSC Anderlecht y el Spartak Trnava (0-1), disputado en el Lotto Park.
El 25 de abril de 1973 debutó en la Recopa de Europa, fue en nada menos que en la vuelta de la semifinal que se disputó en el Generali Arena, y que enfrentó al AC Sparta Praga con el AC Milán (0-1). En dicha competición conseguiría dirigir dos semifinales más, en 1975 y en 1976.
El 14 de noviembre de 1973, fue el día que arbitró su primer partido oficial de selecciones nacionales absolutas, lo hizo en el Estádio da Luz, fue clasificatorio para el Mundial 1974, Selección de fútbol de Portugal contra Selección de fútbol de Irlanda del Norte (1-1).
A principios de 1974 la FIFA anuncia que Pablo Sánchez Ibáñez representará al arbitraje español en la Copa Mundial de Fútbol de 1974 que tuvo sede en Alemania. En dicho torneo dirigiría únicamente encuentro que enfrentó a la Selección de Fútbol de Argentina contra la Selección de fútbol de Haití, celebrado en el Estadio Olímpico de Múnich.
| Copa Mundial de Fútbol de 1974 | Copa Mundial de Fútbol de 1974 | Copa Mundial de Fútbol de 1974 | Copa Mundial de Fútbol de 1974 |
| Fecha                          | Partido                        | Resultado                      | Ronda                          |
| ------------------------------ | ------------------------------ | ------------------------------ | ------------------------------ |
| 23 de junio de 1974            | Argentina – Haití              | 4-1                            | Fase de grupos                 |

El 6 de abril de 1977 arbitraría su mejor partido con la escarapela internacional, siendo la ida de la semifinal de la Liga de Campeones de la UEFA, entre el FC Dinamo de Kiev y el Borussia Mönchengladbach (1-0), celebrado en el Estadio Olímpico de Kiev.
Sú último partido como árbitro fue en el Estadio Bazaly el 1 de junio de 1977, fue el amistoso entre la Selección de fútbol de Checoslovaquia y la Selección de fútbol de Austria (0-0).